# Нечистоћа (будизам)
Нечистоћа, прљавштина или отров (пал. kilesa, санск. क्लेश) у будизму означава сваку страст која каља ум. 
Буда нечистоће описује као везе, окове, препреке, чворове. Три главне нечистоће, односно “корени лошег”, јесу похлепа, мржња и обмана, а из њих гранају многе друге: бес и окрутност, тврдичлук и завист, превара и ароганција, лицемерје и таштина, мноштво погрешних ставова.
Буда је говорио да је уклањање нечистоћа неопходан услов ослобођења ума, односно пробуђења. Прочишћавање ума је истрајан напор да се ум ослободи нечистоћа, штетних менталних стања која искривљују мишљење и поступке.
Пошто су сва нечиста стања свести рођена из незнања, крајње прочишћење ума постиже се кроз развој мудрости. Мудрост, међутим, настаје само у прочишћеном уму, зато прво морамо да створимо простор за њу. Главни метод прочишћења ума јесте мотрење или медитација.
Сродан будистички појам су ментални изливи. 

## Врсте нечистоћа
Три основне нечистоће ума су похлепа, мржња и заблуда.
Похлепа, мржња и обманутост било које врсте јесу штетне. Који год поступак да похлепник, мрзитељ и обманути начине – телом, говором или мишљу – то је такође штетно. Какву год патњу таква особа, савладана похлепом, мржњом и обманутошћу и чије мисли оне контролишу, без разлога нанесе другоме – убијањем, затварањем, одузимањем имовине, лажним оптужбама или прогоном – гоњена мишљу: „Ја имам моћ и ја желим моћ”, све је то такође штетно.— Сидарта Гаутама
Поред три основне нечистоће, наводе се још и пожуда, грамзивост, зловоља, бес, освета, пакост, дволичност, потцењивање, надменост, завист, тврдичлук, непоштење, лукавство, хвалисавост, превара, тврдоглавост, насилност, дрскост, охолост, уображеност, таштина, опијеност и самољубље.
Претпоставимо да је тканина прљава и умрљана, а бојилац је потопи у једну или другу боју за бојење тканине, плаву, жуту, црвену или ружичасту. Она ће потом изгледати лоше обојена и флекава. А зашто? Због нечистоће на тканини. Исто тако, монаси, када је ум упрљан, може очекивати да стигне на несрећно одредиште. Монаси, претпоставимо да је тканина чиста и светла, а бојилац је потопи у боју за бојење тканине, плаву, жуту, црвену или ружичасту. Она ће потом изгледати добро обојена и уједначене боје. А зашто? Због чистоће тканине. Исто тако, монаси, када је ум неупрљан, може се очекивати да стигне на срећно одредиште.— Сидарта Гаутама
Буда је говорио да затрован ум није способан за расуђивање, истинско знање и увид:
У језеру пуном муља, прљавштине и блата човек доброг вида не би могао да види шкољке, шљунак и каменчиће на дну, нити јата риба како пливају. А зашто? Зато што је вода замућена. Исто тако монах замућеног ума не види шта је за њега добро, шта је за другог добро, шта је добро за обојицу, не може да оствари узвишено стање, истински племенито знање и увид.
Такође, Буда је упозоравао да нечистоће ума узрокују разне менталне болести:
Постоје две врсте болести. Физичка болест и ментална болест. Постоје људи који су лишени физичких болести током годину или две, чак и током сто година и више. Али ретки су они у овоме свету који су лишени менталне болести чак и за тренутак, сем оних који су се ослободили менталних нечистоћа.— Сидарта Гаутама

## Слојеви нечистоћа
Буда учи да се нечистоће састоје од три слоја:
- стање латентне тенденције (anusaya),
- стање манифестације (pariyutthana) и
- стање прекорачења (vitikkama).

Најдубљи је ниво латентне тенденције, када нечистоћа једноставно лежи успавана и не показује било какву активност. Други ниво јесте ступањ манифестације, када нечистоћа, под утицајем неког подражаја, јурне ван у облику неповољних мисли, емоција и воље. Затим, на крају, нечистоћа прелази границу само менталног испољавања и мотивише неки од штетних поступака телом или говором. Зато се овај ниво назива ступњем прекорачења.
Буда подучава отклањају сва три слоја нечистоћа. Вежбање врлине уклања лоше телесне и вербалне поступке и спречава да нечистоћа достигне фазу прекорачења. Вежбање сабраности уклања већ испољене нечистоће и штити ум од њиховог непрекидног избијања на површину. На крају мудрост сагледава нечистоће у њиховом корену.

## Чишћење ума
Буда је говорио да је чишћење ума неодложна обавеза сваког подвижника:
Постоје три неодложне обавезе сваког домаћина. Да своју њиву узоре и подрља. Пошто ју је узорао и подрљао, он баца семе. Пошто је бацио семе, он залива земљу и чека. Истина, домаћин нема моћ да каже: "Нека моје жито проклија данас, класа сутра, а сазри прекосутра." Али када дође време, жито ће проклијати, затим класати и потом сазрети. На исти начин, постоје три неодложне обавезе сваког монаха. Да чисти своју врлину, да чисти ум, да чисти увид. Истина, монах нема моћ да каже: "Нека мој ум буде ослобођен нечистоћа још данас, сутра или прекосутра." Али када дође време његов ум биће ослобођен нечистоћа захваљујући непријањању.— Сидарта Гаутама
За чишћење ума није довољна само жеља, већ је неопходна редовна пракса:
Претпоставимо да постоји кокошка са осам, десет, двадесет јаја, која их није покривала, није на њима лежала и није добро заштитила. Чак и ако се у њој јави мисао: "Ах, кад би само моји пилићи успели да ноктима и кљуновима пробију љуску и излегу се!", ипак то не би било довољно да пилићи пробију љуску и излегу се. Исто тако, када се монах не труди да развија свој ум, чак и ако се у њему јави мисао: "Ах, кад би се мој ум уз помоћ невезивања ослободио нечистоћа!", ипак то није довољно да се његов ум ослободи нечистоћа.
Буда је поредио мудрост са оштрицом ножа којом уклањамо нечистоће које се налазе између чула и предмета:
Замислите вештог месара да убије краву и распори је оштрим месарским ножем. Не оштетивши месо и кожу, он исече, одвоји и повади све тетиве, жиле и лигаменте. А затим јој огули кожу, те преко оног што је остало опет разапне ту кожу. Је ли истина ако бих рекао: ‘Крава је спојена са кожом баш као што је раније била?’ [...] Дао сам вам поређење како бих пренео значење: ‘Месо’ је назив за шест унутрашњих основа чула. ‘Кожа’ је назив за шест спољашњих основа чула. ‘Тетиве, жиле и лигаменти’ су опијеност и пожуда. ‘Оштар месарски нож’ је племенита мудрост – која сече, пресеца и одваја унутрашње нечистоће, окове и везе.— Буда
Нечистоће се из ума уклањају поступно и дуготрајно:
Када дрводеља погледа дршку своје секире и види трагове својих прстију он не зна: "За оволико се дршка секире излизала данас, за оволико јуче, за оволико раније". Али када се дршка потпуно истањи он зна да се потпуно истањила. Исто тако, док се аскета труди да развија свој ум, он не зна: "Оволико је мојих нечистоћа уклоњено данас, оволико јуче, оволико раније", ипак када су оне уклоњене, тада он зна да су уклоњене.
Буда процес постепеног чишћења ума, током којег различити нивои нечистоћа излазе на површину, пореди са топљењем злата. Прво се уклањају најкрупније нечистоће, везане за поступке. То се постиже придржавањем врлине и непрекидним самопосматрањем. Затим се чисте средње нечистоће, као што су мисли вођене жељом за чулним задовољствима, мржњом или жељом да наудимо. Следе разне везаности: за породицу, иметак, средину у којој живимо или углед. Непрекидним таљењем руде, односно жаром аскетске праксе, уклањају се и најсуптилније мисли везаности за само учење, док се на крају не добије чисто злато прочишћеног ума. Он је сада уједињен, нерастресен, гибак и прилагодљив, а опет снажан.
Будући да су отрови који трују ум многобројни, Буда даје прецизан противотров за сваки од њих. Као противотров мржњи, препоручује се развијање пријатељске љубави према свим бићима, укључујући и саме себе.